# Eusa
Eusa es una localidad española y un concejo de la Comunidad Foral de Navarra perteneciente al municipio de Ezcabarte. Está situado en la Merindad de Pamplona, en la Comarca de Ultzamaldea. Su población en 2014 fue de 54 habitantes (INE).

## Arte
- Iglesia de San Esteban (Eusa)